# Гёрделер, Карл Фридрих
Карл Фридрих Гёрделер (нем. Carl Friedrich Goerdeler; 31 июля 1884, Шнейдемюле, провинция Позен (ныне Пила в Польше) — 2 февраля 1945, Берлин) — германский политический деятель, один из руководителей консервативного крыла антигитлеровского заговора.

## Семья и образование
Родился в семье прусского государственного служащего, его отец был судьёй первой инстанции. Как и три его брата, получил юридическое образование (в Тюбингенском и Кёнигсбергском университетах в 1902—1905). Защитил докторскую диссертацию в области государственно-правовых наук). В 1910 году женился на Аннелизе, урождённой Ульрих, в их семье было две дочери и трое сыновей.

## Муниципальный и государственный деятель
Работал в коммунальном управлении Золингена. Во время Первой мировой войны служил в германской армии, был произведён в капитаны. В 1918 году являлся начальником финансового управления германских оккупационных властей в Литве и Белоруссии. В 1919 году выступал политическим посредником в штабе 17-го армейского корпуса (Данциг). В 1920 году вступил в правую Немецкую национальную народную партию, членом которой оставался до 1931 года. В 1920—1930 годах — второй бургомистр Кёнигсберга, в 1930—1937 — обер-бургомистр Лейпцига. Как муниципальный деятель много внимания уделял экономии городского бюджета, строгому сбалансированию доходов и расходов, добивался повышения производительности труда.
В 1931—1932 и 1934—1935 годах Гёрделер был рейхскомиссаром по ценам. В 1932 году уходивший в отставку рейсхканцлер Генрих Брюнинг рекомендовал Гёрделера в качестве своего преемника, но его кандидатура была отклонена рейхспрезидентом Паулем фон Гинденбургом.

В книге Роджера Мэнвелла и Генриха Френкеля «Июльский заговор» даётся такая характеристика Гёрделера: 

Он был прирождённым организатором, способным оратором и писателем, сильной личностью. Будучи в глубине души сердечным и гуманным человеком, Гёрделер непоколебимо верил в необходимость соблюдения суровых пуританских моральных принципов. Возможно, поэтому ему недоставало теплоты в отношениях с людьми. По натуре это был истинный автократ, лидер, уверенный в правоте своих взглядов, что позволяло ему легко убеждать слабых или колеблющихся людей принять его точку зрения и последовать за ним.

Первоначально благожелательно отнёсся к приходу к власти нацистов, считая, что только твёрдая власть может стабилизировать политическую и социально-экономическую ситуацию в стране. Его биограф Герхард Риттер писал: 

Никакого сомнения: и он тоже в своём рвении преодолеть огромный экономический кризис вёл опасную игру с конституционным правом. Он тоже внёс свою явно заметную долю в тот ход развития, который привёл от брюнингских чрезвычайных распоряжений через кабинет Папена к Закону о полномочия Гитлера от 24 марта 1933 г.

## Оппозиционер
Однако уже к середине 1930-х годов происходит нарастание разногласий между Гёрделером и нацистами — в частности, он был монархистом и отрицательно относился к их экономической, расовой, церковной политике. В 1935 ушёл с поста рейхскомиссара по ценам, а в 1937 оставил должность обер-бургомистра Лейпцига в знак протеста против сноса памятника композитору Мендельсону. Ещё в 1935 Густав Крупп предложил ему в случае ухода с государственной службы занять пост в дирекции своего концерна, однако к 1937 оппозиционность Гёрделера стала настолько явной, что Гитлер наложил вето на это кадровое решение.

Тогда бывший обер-бургомистр стал советником электроконцерна «Бош АГ» в Штутгарте. В этом качестве он совершил ряд зарубежных поездок, по результатам которых представлял аналитические записки, адресованные крупным предпринимателям, генералам и государственным чиновникам. Так, в 1937 году Гёрделер посетил Бельгию, Голландию, Францию и США, в 1938 — Швейцарию, Италию, Югославию, Румынию и Болгарию, в 1939 — Францию, Алжир, Англию, Ливию, Египет, Палестину, Сирию, Турцию, Швейцарию. В своих записках он выступал против агрессивной военной политики Германии, считая её слишком рискованной. Выступал за решение внешнеполитических задач мирными средствами. 6 августа 1939 писал в одной из записок: 

В нашем распоряжении нет настоящих союзников. Япония — это не союзник, а страна, которая хладнокровно извлекает выгоду из положения в Европе и в случае победы беззастенчиво уничтожит и германские интересы в Восточной Азии. Какую ценность представляет собой итальянский союзник, видно из моего отчёта о поездке в Италию; по существу же, Германии пришлось бы рассчитывать только на свои собственные силы.

После начала Второй мировой войны Гёрделер сохранял уверенность в неприемлемости агрессивного курса, несмотря на первоначальные успехи германских войск. В конце 1940 — начале 1941 года составил обширный меморандум «Цель», в котором отмечал: 

Центральное положение в Европе, численная сила населения и предельное напряжение производственной мощи гарантируют немецкому народу руководство европейским блоком, если только он сам не подорвёт это руководство неумеренностью или властолюбивыми манерами. Говорить о немецком сверхчеловеке-господине глупо и самонадеянно… Руководства Европой достигнет та нация, которая как раз уважает малые нации и умеет руководить их судьбами мудрым советом и мудрой рукой, а не жестокой силой.

## Участие в антинацистском заговоре
Был одной из ключевых гражданских фигур в антинацистской оппозиции, вокруг него группировались консервативные противники гитлеровского режима (Йоханнес Попиц, Ульрих фон Хассель, Пауль Лежен-Юнг, Карл Венцель-Тейченталь и др.). Сотрудничал с военными участниками заговора против Гитлера, разрабатывал планы послевоенного государственного устройства Германии с помощью группы профессоров Фрайбургского университета — Адольфа Лампе, Вальтера Ойкена, Герхарда Риттера и др. Являлся основным кандидатом на пост канцлера в постгитлеровском правительстве страны, хотя часть заговорщиков считали его слишком консервативным для этой роли. Так, полковник Клаус Шенк граф фон Штауффенберг считал, что для должности канцлера более подходил социал-демократ Юлиус Лебер, готовый к взаимодействию со всеми политическими силами, включая коммунистов (Гёрделер придерживался жёстко антикоммунистических взглядов).
За несколько дней до попытки переворота 20 июля 1944 года гестапо приняло решение об аресте Гёрделера, но ему удалось перейти на нелегальное положение. Скрывался в Берлине, затем в поместье одного из своих друзей и снова в Берлине. После 20 июля за его выдачу была установлена награда в один миллион марок, однако никто из знавших его местонахождение людей не стал предателем. В этих условиях продолжал заниматься писательской работой, написав трактат о будущем Германии, которое, по его мнению, зависело от соблюдения христианских принципов. Ночью 8 августа покинул Берлин и некоторое время скрывался в Западной Пруссии. 12 августа был опознан в гостинице в Конрадсвальде некой Хеленой Шверцель, которая выдала его властям, получив затем обещанную награду лично от Гитлера (в 1946 она была приговорена к шести годам лишения свободы). Члены семьи Гёрделера были отправлены в концлагерь.

## Следствие, суд, казнь
Поведение Гёрделера на следствии расценивается различными авторами по-разному. Одни концентрируют внимание на том, что он назвал много имён участников заговора. С точки зрения Герхарда Риттера, такое поведение Гёрделера объяснялось как желанием затянуть следствие до неизбежного поражения Германии, так и его попыткой продемонстрировать Гитлеру реальное влияние заговорщиков. Мэнвелл и Френкель полагали: 

Очевидно, Гёрделер непоколебимо верил, что каждый гражданин в столь решающий для страны момент обязан открыто выйти вперёд и заявить о своих убеждениях, а не прятаться в тени, пока другие становятся мучениками идей, которые должны разделять все здравомыслящие люди.

В то же время один из немногих оставшихся в живых заговорщиков Фабиан фон Шлабрендорф утверждал, что Гёрделер спас ему жизнь, согласившись во время встречи в тюрьме отрицать их знакомство.
7-8 сентября 1944 года Гёрделер на процессе в Народной судебной палате над гражданскими участниками заговора был главным подсудимым, и был приговорён к смертной казни. Однако приведение приговора в исполнение было отложено, что позволило ему по указанию Гиммлера разрабатывать программу развития местного самоуправления, экономики и городского хозяйства. 2 февраля 1945 он был казнён в тюрьме Плётцензее.

## Память
Во многих городах Германии в честь Гёрделера названы улицы и площади — среди них Берлин, Лейпциг, Золинген, Ахен, Франкфурт-на-Майне, Бремен, Бохум, Леверкузен, Мюнстер и др. В память о нём в 1999 году учреждена премия в области общественных наук. Выпущена почтовая марка с его портретом.

## В популярной культуре
- В советской киноэпопее «Освобождение» роль Карла Гёрделера исполнил немецкий актёр Макс Бернхардт.
- В фильме «Операция „Валькирия“» роль Карла Гёрделера исполнил актёр Кевин Макнелли.